# مایک ایلیچ
مایک ایلیچ (انگلیسی: Mike Ilitch; ۲۰ ژوئیهٔ ۱۹۲۹ – ۱۰ فوریهٔ ۲۰۱۷) کارآفرین اهل ایالات متحده آمریکا بود، که در سال ۱۹۹۹ شرکت ایلیچ هلدینگ را تأسیس کرد.
وی همچنین برندهٔ جوایزی همچون جام استنلی و تالار افتخارات هاکی شده‌است.